# Fakulta umění a designu Univerzity Jana Evangelisty Purkyně
Fakulta umění a designu Univerzity Jana Evangelisty Purkyně v Ústí nad Labem (FUD) je jednou z osmi fakult Univerzity Jana Evangelisty Purkyně v Ústí nad Labem (UJEP).
Vznikla v roce 2000 přeměnou Institutu výtvarné kultury, který nejprve spadal pod Pedagogickou fakultu. Od roku 2003 lze na škole studovat i navazující magisterské studium všech bakalářských oborů.

## Studium
Na fakultě probíhá výuka v jednom bakalářském studijním program – Výtvarná umění, v němž lze studovat 3 obory: Fotografie a intermediální tvorba, Design a Grafický Design. Bakalářské studium zde trvá 4 roky.
Od roku 2003 se zde realizuje i výuka navazujícího magisterského studia ve dvou programech Výtvarná umění a Fine Art s těmito obory: Fotografie a intermediální tvorba, Design, Grafický Design, Kurátorský studia a Photography and Time-Based Media, který je vyučován v anglickém jazyce.
V roce 2008 fakulta získala akreditaci vyučovat obor Vizuální komunikace v postgraduálním studiu.

## Historie fakulty

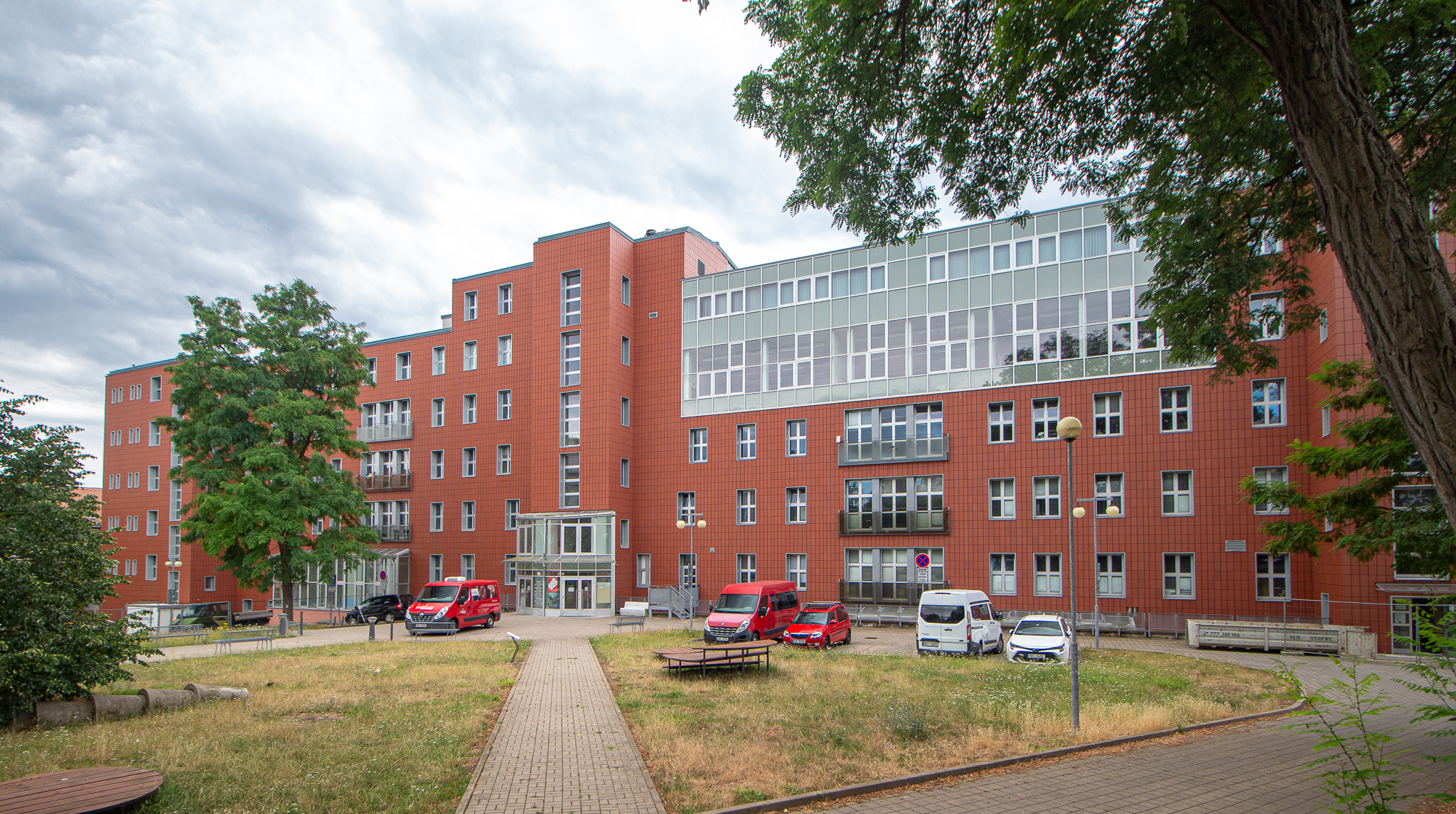
Budova fakulty

V roce 1992 byl otevřen ateliér skla pod vedením doc. ak. soch. Pavla Mizery. Ateliér byl součástí Katedry výtvarné výchovy Pedagogické fakulty UJEP a nabízel tříleté bakalářské výtvarné studium neučitelského zaměření.
V roce 1993 byl rozhodnutím Akademického senátu UJEP založen Institut výtvarné kultury (IVK) nejprve jako součást Pedagogické fakulty. K ateliéru skla tehdy přibyl ateliér keramiky a porcelánu pod vedením doc. ak. soch. Pavla Jarkovského, který byl zároveň do roku 1997 prvním ředitelem IVK.
V roce 1994 byl otevřen ateliér přírodních materiálů, fotografie, grafického designu a textilní tvorby. Již v době založení IVK se uvažovalo o jeho rozšíření a pozdější přeměně na fakultu. Činnost IVK byla od počátku zaštítěna autoritou mezinárodně uznávaných umělců a u jeho vzniku stály významné umělecké a pedagogické osobnosti z Vysoké školy uměleckoprůmyslové v Praze, Akademie výtvarných umění v Praze, dalších uměleckých škol a institucí a samostatně působící umělci a odborníci, mezi jinými např. prof. Jan Kotík, PhDr. Antonín Hartmann, Jan Mlčoch, prof. ak. mal. Stanislav Libenský, prof. ak. soch. Václav Šerák, prof. ak. mal. Adéla Matasová, prof. ak. mal. Bedřich Dlouhý, PhDr. Ludmila Kybalová, prof. Lech Majewski.
V roce 1997 se stal ředitelem doc. ak. mal. Vladimír Švec. Na podzim byl otevřen ateliér užité grafiky, a tak měl IVK v té době již sedm speciálních ateliérů a dva ateliéry všeobecné průpravy (ateliér Kresby a malby a ateliér Prostorové tvorby). Výuku teoretických předmětů zajišťovala Katedra dějin a teorie umění.
Důležitým mezníkem v historii školy se stal rok 2000. Na počátku roku požádalo vedení IVK v čele s ředitelem o provedení vnějšího hodnocení s mezinárodní účastí (ČR, Finsko, Slovensko, SRN, Velká Británie, USA). V srpnu byla k akreditační komisi podána žádost o přeměnu IVK na fakultu a 1. prosince 2000 schválil Akademický senát UJEP zřízení Fakulty užitého umění a designu (dále FUUD). Počátkem roku 2001 byl ustaven Akademický senát FUUD, zvoleni zástupci do Akademického senátu UJEP a zástupce do Rady vysokých škol. Akademický senát FUUD zvolil děkana fakulty, kterým se stal doc. ak. mal. Vladimír Švec. Byly vydány potřebné dokumenty a předpisy fakulty a provedeny změny v organizační struktuře. Začala působit nově jmenovaná Umělecká rada FUUD.
V roce 2008 došlo ke zkrácení názvu fakulty do současné podoby (FUD) a přestěhování do zrekonstruované budovy v nově vznikajícím Kampusu UJEP.
V současnosti je FUD školou, která za poměrně krátkou dobu své existence dokázala, že je nanejvýš životaschopnou institucí, jejíž význam se nijak neomezuje jen na severočeský region. V rámci Univerzity J. E. Purkyně má nezastupitelnou funkci a stala se respektovanou součástí vysokého uměleckého školství České republiky.
Od svého založení se profiluje jako škola umělecko-průmyslového typu, která spolupracuje s průmyslovými a výrobními podniky, s kulturními, obchodními a mnoha dalšími institucemi a agenturami. Svou činností se snaží přispívat k neustálému zvyšovaní estetické úrovně hmotné kultury, stejně jako k renesanci tradičních průmyslových oborů. Pedagogové a studenti se v rámci výuky i ve své umělecké tvorbě a vědecké činnosti zároveň snaží spoluúčastnit nových tvůrčích postupů, trendů, myšlenek a objevů.
Aniž by se škola zpronevěřovala svému umělecko-průmyslovému zaměření, dopřává pedagogům i studentům zázemí a dostatek prostoru i k volné umělecké tvorbě, která reflektuje a ovlivňuje vývoj současného umění a designu. Svědčí o tom účast a ocenění na akcích jako je veletrh FOR GLASS AND CERAMICS, FOR HABITAT, SILICIUM BOHEMICA, řadě sympozií a projektů jako např. DESIGN BLOK, ART & INTERIOR, STUDENTSKÝ DESIGN, MLADÝ OBAL, atd. FUD rovněž pořádá nebo spolupořádá sochařský workshop v Hořicích, Mezinárodní sympozia keramiky a porcelánu, mezinárodní workshopy grafického designu a nových médií (East – West, Intolerance, Vision d'Europe, aj.).
Též je třeba zmínit i aktivity v oblasti teorie a dějin umění. FUD je v neposlední řadě i vědeckým pracovištěm s vlastní ediční činností, díky které vznikla již řada publikací, a další se každoročně připravují. Od roku 2001 je systematicky budována fakultní knihovna.
Obraz FUD jako dynamicky se rozvíjející složky univerzity dokresluje i vznik nových pracovišť. Především je to pracoviště ateliéru Design keramiky v Dubí, které vzniklo na základě dlouhodobé spolupráce s firmou Český porcelán, a. s. V Dubí byla v roce 2001 otevřena Výstavní síň designu pod správou fakulty a od roku 2003 je zahájena činnost Keramického centra s regionální pobočkou Design centra ČR. Ve budově fakulty se nachází moderně vybavené ateliéry, učebny teoretických předmětů se špičkovým technickým vybavením, fakultní knihovna, dílny, počítačové centrum a Centrum současného středoevropského umění.
FUD uzavřela smlouvy o dlouhodobé spolupráci s Vysokou školou výtvarných umění v Bratislavě a výtvarnými akademiemi ve Varšavě a Krakově. Od roku 2001 se fakulta zapojila do mezinárodního projektu Erasmus+, pokračuje i spolupráce s dalšími školami z Besanconu, Halle, Portlandu, Kouvoly, Helsinek, Derby, Düsseldorfu, Pécsi aj. Další smlouvy se připravují.
V roce 2002 byl otevřen ateliér Digitální média ve studijním oboru Fotografie. V roce 2003 získala fakulta navazující magisterské studium pro všechny své obory. V roce 2005 fakulta otevřela tři nové ateliéry: Design interiéru, Produktový design, Vizuální design. V roce 2006 fakulta otevřela ateliér Aplikované a reklamní fotografie. V akademickém roce 2007/2008 fakulta otevřela navazující magisterské studium oboru Fotografie-Photography v angličtině zejména pro zahraniční studenty a navazující magisterské studium oboru Kurátorská studia. V akademickém roce 2008/2009 byly otevřeny ateliéry Digitální animace a Performance a také doktorské studium v oboru Vizuální komunikace.

## Budova fakulty
Fakulta sídlí od roku 2008 v zrekonstruované budově v Kampusu UJEP. Ten vzniká přestavbou bývalého areálu Masarykovy nemocnice v ústecké čtvrti Klíše. Dříve pavilon interny stojí v horní severozápadní části areálu opět na místě jednoho ze starých pavilonů původní řádkové zástavby. Jeho zprovoznění se datuje rokem 1937, celkový koncept a plánová dokumentace však pocházejí již nejpozději z roku 1926. To činí stavbu velmi zajímavou (v Čechách se nabízí srovnání např. s Veletržním palácem v Praze, s přihlédnutím k tomu že koncept stavby patří do německého myšlenkového diskursu nové věcnosti a expresionismu) a její význam v dějinách architektury na českém území je neprávem opomenut. Autorem je výrazný architekt Franz Josef Arnold ve spolupráci s Ernstem Krobem. Autorem přestavby pro potřeby je pravděpodobně architekt O. Sedlář.

## Katedry a ateliéry
Fakulta se skládá z pěti kateder:
- Katedra výtvarného umění
  - Aplikovaná a reklamní fotografie – MgA. Jiří Thýn & MgA. Václav Kopecký, Ph.D.
  - Fotografie – Lukáš Jasanský
  - Photography – prof. Mgr. Zdena Kolečková, Ph.D
  - Digitální média – doc. Mgr. Michaela Thelenová
  - Interaktivní média – MgA. Pavel Kopřiva, Ph.D.
  - Objekt – Prostor – Akce – doc. Jiří Kovanda
  - Time-Based Media – doc. Mgr. A. Daniel Hanzlík
- Katedra vizuální komunikace
  - Grafický design I – MgA. Adam Uchytil
  - Grafický design II – doc. ak. mal. Michal Slejška
  - Vizuální design – MgA. Michaela Labudová & MgA. Pavel Frič
- Katedra designu
  - Přírodní materiály – doc. MgA. Robert Vlasák & MgA. Mgr. Jan Krtička, Ph.D.
  - Sklo – MgA. Marcel Mochal
  - Oděvní a textilní design – MgA. Jan C. Löbl, Ph.D.
  - Design interiéru – prof. ak. arch. Jiří Pelcl
  - Design keramiky – MgA. Antonín Tomášek
  - Produktový design – MgA. Jan Čapek
- Katedra všeobecné průpravy
- Katedra dějin a teorie umění
  - Kurátorská studia – prof. Mgr. Michal Koleček, Ph.D.

## Děkani
- doc., ak. mal. Vladimír Švec (2001–2007)
- prof. Mgr. Michal Koleček, Ph.D. (2007–2015)
- doc. Mgr.A. Pavel Mrkus (2015–2022)
- prof. Mgr. Zdena Kolečková, Ph.D. (2023–současnost)

## Cena EXIT
Cena EXIT je soutěž studentů českých a slovenských vysokých uměleckých škol, kterou pořádá od roku 2003 Fakulta umění a designu UJEP. Soutěž má charakter bienále. Hlavní ambicí je spoluvytvářet aktivní a konkurenční prostředí na akademické půdě vysokých uměleckých škol a motivovat studenty k realizacím vlastních výtvarných projektů. Ze studentů FUD se držiteli ceny stali Markéta Kinterová (2005), Libor Svoboda (2009) a Miroslav Hašek (2011).

## Ocenění
Studenti a akademičtí pracovníci se pravidelně umísťují na předních příčkách či v nominacích řady českých i mezinárodních soutěží, pravidelně např. Národní cena za studentský design, Czech Grand Design, Grafika roku, Young Creative Chevrolet, Cena EXIT či Cena Jindřicha Chalupeckého. Účastní se řady celonárodních a zahraničních výstav, případně jsou jejich díla zastoupena v několika sbírkách.
Vybraná ocenění:
- Jiří Toman – vítěz soutěže na logotyp a vizuální styl pro Univerzitu Hradec Králové
- Michal Kukačka a Jiří Toman – vítězi soutěže na logotyp Sítě národních geoparků vypsané Ministerstvem životního prostředí ČR
- Juliana Křížová a Jakub Vlček – vítězi mezinárodní soutěže uměleckých škol Young Creative Chevrolet 2009
- Ondřej Jiráska – cena v kategorii studentských prací v soutěži Grafika roku 2010
- Anna Marešová – hlavní cena za studentskou práci na Bienále průmyslového designu v Muzeu architektury a designu v Lublani
- Jana Bauerová a Marie Čermáková – vítězi mezinárodní soutěže uměleckých škol Young Creative Chevrolet 2012
- Martin Raudenský – zařazení knihy Darmo mluvit z edice FUD na Mezinárodní knižní veletrh ve Frankfurtu nad Mohanem
- Jakub Cabalka a Jakub Červenka – ocenění Český tučňák 2012 v sekci Mladé výtvarno
- Barbora Halamová – čestné uznání v kategorii studentských prací v soutěži Grafika roku 2012
- Jan Čapek – Designér roku 2013
- Vojtěch Kálecký – čestné uznání v kategorii studentských prací v soutěži Grafika roku 2013
- František Pecháček – cena v kategorii studentských prací v soutěži Grafika roku 2013
- Richard Loskot – finalista Ceny Jindřicha Chalupeckého 2012, 2014
- Dominik Lang – laureát Ceny Jindřicha Chalupeckého 2013
- Miloš Michálek – ceny v soutěži Grafika roku 1996, 1999, 2008, 2010
- DESIGNBLOK 2018 – Cena za nejlepší školní prezentaci
- Národní cena za studentský design 2018 – Markéta Oličová, Tuan Vuong, Veronika Homolová, Karla Gondeková, Denisa Körnerová
- Pokoje 2018 - ateliér Vizuální design – Cena poroty a hlavní divácká cena, ateliér Grafický design II - Cena poroty, Ateliér Oděvní a textilní design FUD UJEP - Divácká cena
- Polina Khatsenka – Finalist in Category 1: Contemporary Music, Computer Music, 3D Audio Production Competition in Ambisonics during the Tonmeistertagung 2018
- CENA LUDWIGA MOSERA 2018 SKLÁRNY MOSER A.S. KARLOVY VARY – Radek Brezar – Čestné uznání poroty za návrh dárkového předmětu LUDWIG
- CZECH GRAND DESIGN – Jan Čapek – PET lahve pro minerální vodu (Fatra)
- Filip Krampla - Kolekce nábytku SOKUI – MOBITEX – 1. místo, EIN UND ZWANZIG, Milano Design Week – 1. místo, Národní cena za studentský design – Cena Excelentní studentský design 2019 a Cena Design Cabinetu CZ, Dream product award – nominace, EDIDA – nominace
- Národní cena za studentský design 2019 – Cena Excelentní studentský design 2019 obdrželi Filip Krampla, za soubor nábytku Sokui a Valeriia Shveikina, za set tří venkovních dětských laviček z ateliéru Produktový design (pod vedením MgA. Jana Čapka), Cenu Design Cabinetu CZ si odnesl taktéž Filip Krampla za svůj soubor nábytku Sokui